# Nishi Nippori
 (janvier 2018).
Si vous disposez d'ouvrages ou d'articles de référence ou si vous connaissez des sites web de qualité traitant du thème abordé ici, merci de compléter l'article en donnant les références utiles à sa vérifiabilité et en les liant à la section « Notes et références ».
Nishi Nippori (西日暮里) est un quartier du nord-est de Tokyo. Il est situé dans l'arrondissement d'Arakawa. Sa population était de 16 919 habitants en 2004.
Nishi-Nippori est connu principalement par sa proximité du quartier ancien Yanaka contenant de nombreux temples, le cimetière de Yanaka où se trouvent les tombes de personnalités importantes et la shotengai de Yanaka Ginza.
Nippori est le quartier des tissus à Tokyo, l'équivalent du Marché St Pierre à Paris,.

## Transports
Le quartier est desservi par les lignes JR Yamanote et Keihin-Tōhoku, la ligne Chiyoda du Tokyo Metro et le Nippori-Toneri Liner. 